# Pappamikail
Pappamikail (Emmanouel Theophilo) (Calímnos, 5 de abril de 1896) foi um comerciante e escritor grego. Cursou o Liceu Nikifiron da sua terra natal, patenteando uma viva inteligência.
Em 1913 veio para Lisboa, onde fundou um estabelecimento de esponjas naturais. Mais tarde fundou a empresa Gestettner, ligada a máquinas de offset e duplicadoras. Foi correspondente dos jornais gregos Elefteros Antropos, Patris, Kathimerini e do Journal des Hellenes, de Genebra. Pugnando pela sua pátria nos momentos mais difíceis, colaborou no Diário de Notícias, Século, Diário da Manhã, Primeiro de Janeiro, Comércio do Porto, A Capital, Diário de Lisboa. De 1925 a 1929 foi ao Niassa estudar as possibilidades de alojamento ali para os refugiados da Ásia Menor, a serviço do Governo Grego.
Foi Cônsul Geral da Grécia em Lisboa (1936–1945) e Capitão do porto da Base Marítima Grega, cuja acção lhe valeu em Janeiro de 1942 a seu respeito, por Winston Churchill "As Greek Consul-General, he has been a loyal and valued colleague, and especially in regard to shipping and seamen's problems, and to propaganda, he has done great service to the allied cause, particularly in the most difficult hours".
Foi nomeado pelo governo Português cônsul Honorário da Grécia em Portugal. Casou com Maria da Graça Carrilho Teixeira Gomes, oriunda da Ilha do Ibo, e de quem teve dois filhos
Foi presidente do Comité Nacional do Dodecaneso para a Península Ibérica desde 1936. Pertenceu à Sociedade de Geografia de Lisboa e foi condecorado com a cruz de Jorge I da Grécia.

## Biografia
Publicou: Mathitiki Stichi, verso, 1910; I Epopiia Kilkis, verso, 1913; A incorporação de Epiro na Albânia, 1914; A ocupação de Constantinopla pelas tropas gregas, 1922; A acção italiana contra a Grécia (Episódio de Corfu), 1923; Mussolini e Grécia, ou os direitos dos pequenos povos (Episódio de Corfu), 1923; A acção da Grécia contra a Bulgária, 1925; Navegadores e descobridores gregos e lusos, conferência a bordo do navio-escola grego «Aris», no Porto de Lisboa, 1930; A propósito da revolução de Chipre, 1931; Chipre pertenceu à Grécia, 1937; Heróis da independência grega de 1821, 1933: Grécia eterna, 1933; Grécia 1936; A Inglaterra amiga da Grécia, 1937; Sapho, tradução em português e comentários dos seus versos, 1938; Boletim de informação sobre a vida económica e financeira da Grécia, Junho 1938 a Outubro de 1939; Esopo, 19 fábulas com o respectivo dicionário grego-português, 1941; 28 de Outubro de 1940, evocação do 1º aniversário da agressão italiana, 1941; A Grécia não morre, 1942; A festa nacional da Grécia no Rio de Janeiro, conferência na Associação Brasileira da Imprensa, 1942; A Grécia e a Península Ibérica, 1943; A contribuição da Grécia nesta guerra, 1943; A Grécia e o Dodecaneso grego, 1944; O Dodecaneso no quadro das reivindicações da Grécia, 1944; Justiça para a Grécia, 1945; A Lenda da Macedónia Eslava, 1946; A Macedónia é e sempre foi grega desde a Antiguidade, 1946; O Epiro, 1947; A Grécia e a Albânia, 1948; A grande mentira sobre a ilha de Chipre, 1959.